# Caos (pel·lícula)
Caos (títol original: Havoc) és una pel·lícula estatunidenca de 2005 dirigida per Barbara Kopple. Ha estat doblada al català.

## Argument
Dues adolescents decideixen abandonar els barris rics de Los Angeles per anar als barris pobres. A força de fer-se amb les bandes perden el control i es troben atrapades en el joc.

## Repartiment
- Anne Hathaway: Allison Lang
- Bijou Phillips: Emily
- Shiri Appleby: Amanda
- Michael Biehn: Stuart Lang
- Joseph Gordon-Levitt: Sam
- Matt O'Leary: Eric
- Freddy Rodríguez: Hector
- Laura San Giacomo: Joanna Lang
- Mike Vogel: Toby
- Raymond Cruz: Chino
- Alexis Dziena: Sasha
- Channing Tatum: Nick
- Jose L. Vasquez: Manuel
- Luis Robledo: Ace
- Sam Hennings: Mr Rubin
- Sam Bottoms: Tinent Maris

## Al voltant de la pel·lícula
- El rodatge va tenir lloc del 30 de setembre al 7 de novembre de 2003 a Altadena, Brentwood, East Los Angeles, Hollywood, Los Angeles, Pacific Palisades i Santa Monica.
- El film va ser seguit per Normal Adolescent Behavior, dirigida per Beth Schacter l'any 2007.
- Les actrius Mandy Moore i Kate Bosworth totes dues van fer una audició per al paper d'Allison. El d'Emily va ser proposat d'entrada a Jena Malone.[3]
- La guionista Jessica Kaplan va morir el 6 de juny de 2003 amb 24 anys, en un accident d'un petit avió conduït pel seu oncle sobre el districte de Fairfax, a Los Angeles. El film li és dedicat.[3]

## Banda original
- Welcome to Havoc, interpretada per Bishop Lamont
- Desperate Times, interpretada per Naledge
- Sweat, interpretada per Don Yute i Brainz Dimilo
- How Do U Want It, composta per Tupac Shakur, Johnny Jackson, Bruce Fisher, Leon Ware, Quincy Jones, Stanley Richardson i Johnny Cash
- Grown Folks, interpretada per Freckles
- That's My Shit, interpretada per Joaquin Bynum
- Havoc, interpretada per Fuze i Brainz Dimilo
- I Got 5 on It, interpretada per Luniz
- Uhh Ohh, interpretada per Freckles
- Russ Mon, interpretada per RusHour
- Es Mi Gusto, interpretada per Akwid
- Tres Delinquentes, interpretada per Delinquent Habits
- Muneca Fea, interpretada per Akwid
- La Adelita, interpretada per Farnea
- No Me Dejen Sola Con El, interpretada per Las Nenas
- Can I Get té..., composta per Jeffrey Atkins, Shawn "Jay Z" Carter, Irving Lorenzo, Rob Mays i Andre Robin
- Jesusita Chauahua, interpretada per Farnea
- No Hay Manera, interpretada per Akwid
- Siempre Ausente, interpretada per Akwid
- Malas Maldiciones, interpretada per The Mantle
- Loco En El Coco (Insane in the Brain), interpretada per Cypress Hill

## Premis i nominacions
- Nominació al premi al millor mix de so per a Trip Brock, Kelly Vandever i Shawn Holden per la Cinema Audio Society l'any 2006.
- Premi a la millor actriu per a Anne Hathaway, en els premis DVD Exclusive l'any 2006.